# Hammer Film Productions
Hammer Film Productions är ett filmproduktionsbolag i Storbritannien som bildades 1934. Bolaget är mest känt för en rad gotiska skräckfilmer som gick under namnet "Hammer Horror", och som producerades från det sena 1950-talet till 1970-talet. Hammer producerade också science fiction, thrillers och komedier, samt på senare år TV-serier.
Hammer grundades 1934 av William Hinds under namnet Hammer Productions och producerade en rad filmer, däribland The Mystery of the Marie Celeste (1935) med Bela Lugosi, innan bolaget gick i konkurs 1937. Det köptes då upp av distributionsbolaget Exclusive Films, som Hinds grundat tillsammans med Enrique Carreras. Hammer återupplivades igen på 1940-talet under namnet Hammer Film Productions av Hinds' son Anthony Hinds och Carreras' son James Carreras. 1947 började man på nytt producera lågbudgetfilmer.
I mitten av 1950-talet började Hammer producera skräckfilmer som Xperiment Q (The Quatermass Xperiment, 1955). 1957 gjorde man sin första färgfilm, Frankensteins förbannelse, som blev en stor succé. Peter Cushing spelade Baron Frankenstein och Christopher Lee monstret. Filmen regisserades av Terence Fisher och manus var skrivet av Jimmy Sangster. Dessa fyra återförenades året därpå i I Draculas klor, i vilken Lee spelade Dracula och Cushing Van Helsing. Både Frankensteins förbannelse och I Draculas klor fick en lång rad uppföljare fram till 1970-talet. Liksom Universal under 1930-talet producerade Hammer, förutom Dracula och Frankenstein, även filmer om mumier (Mumiens hämnd (1959)) och varulvar (dock endast en, Varulvens förbannelse (1961)).
Under 1970-talet producerade man en trilogi erotiskt laddade vampyrfilmer, däribland The Vampire Lovers med Ingrid Pitt. Man gjorde även en vampyr/actionfilm tillsammans med Hongkong-bolaget Shaw Brothers. Få av filmerna från 70-talet kunde dock leva upp till de tidigare framgångarna. Hammers sista film var En dam försvinner (1979), en nyinspelning av Alfred Hitchcocks film med samma titel från 1938. Filmen var en stor ekonomisk förlust för Hammer, som på 1980-talet övergick till att producera TV-serierna Hammer House of Horror och Hammer House of Mystery and Suspense.
2007 köptes bolaget upp av en nederländsk producent, och producerade Beyond the Rave, en vampyrfilm i fyra delar som visats på Myspace. Bland det nybildade bolagets filmer märks Let Me In (2010) (den amerikanska nyinspelningen av Låt den rätte komma in), The Resident (2011) och Wake Wood (2011).